# Консолини, Доменико
Доменико Консолини (итал. Domenico Consolini; 7 июня 1806, Сенигаллия, Папская область — 20 декабря 1884, Рим, королевство Италия) — итальянский куриальный кардинал. Кардинал-мирянин. Камерленго Святой Римской Церкви с 24 марта по 20 декабря 1884. Кардинал-дьякон с 22 июня 1866, с титулярной диаконией Санта-Мария-ин-Домника с 25 июня 1866. Кардинал-протодьякон с 24 марта по 20 декабря 1884.